# Miss Univers 1966

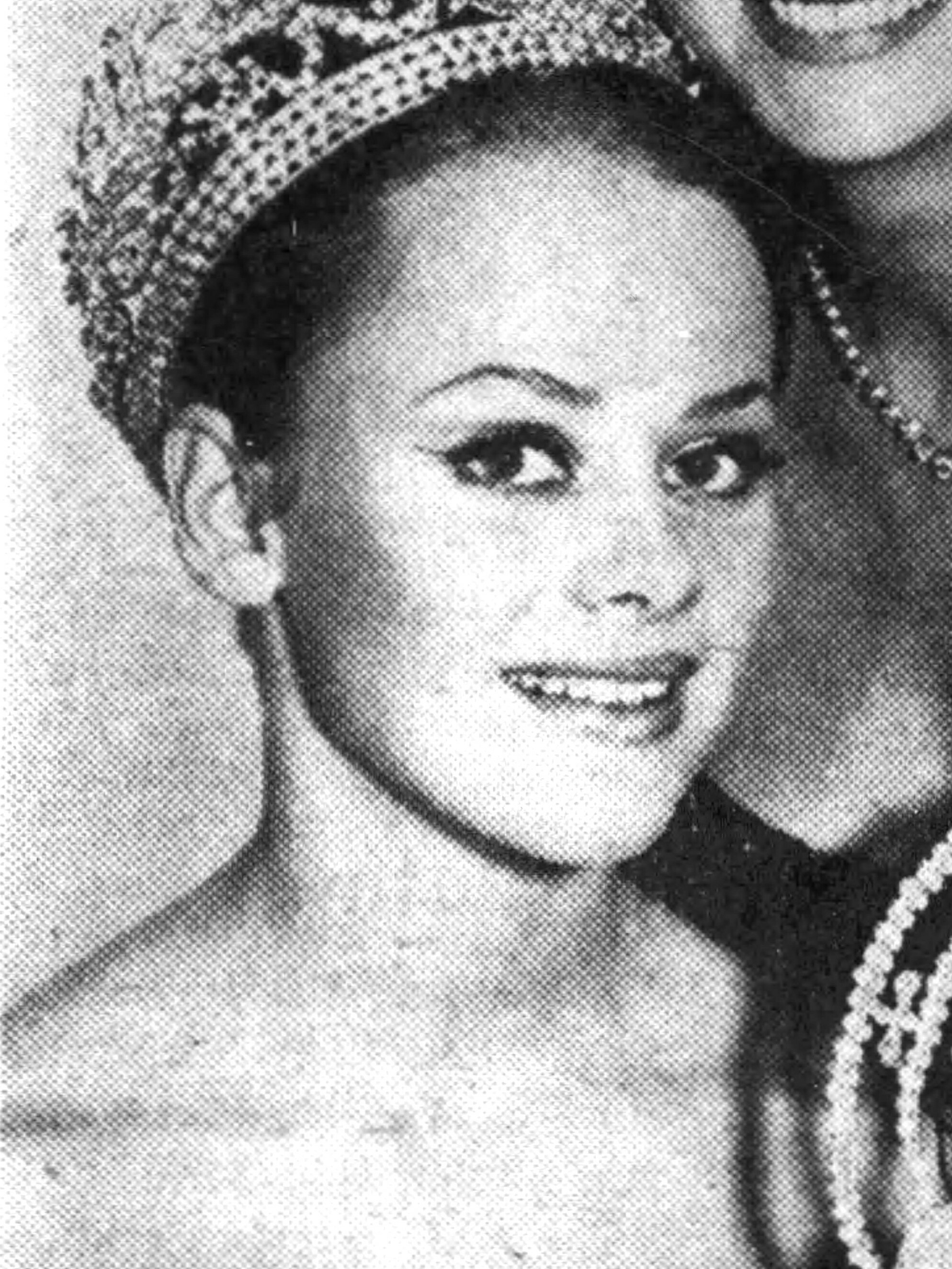
Margareta Arvidsson (Miss Univers 1966).

Miss Univers 1966, 15e édition du concours de Miss Univers a lieu le 16 juillet 1966, au Miami Beach Auditorium, à Miami Beach, Floride, États-Unis. 
Margareta Arvidsson, Miss Suède, âgée de 18 ans, remporte le prix.

## Résultats
| Classement final  | Candidates |
| ----------------- | --- |
| Miss Univers 1966 | - Suède - Margareta Arvidsson |
| 1re dauphine      | - Finlande - Satu Charlotta Östring |
| 2e dauphine       | - Thaïlande - Cheranand Savetanand |
| 3e dauphine       | - Inde - Yasmin Daji |
| 4e dauphine       | - Israël - Aviva Israeli |
| Top 15            | - Allemagne - Marion Heinrich - Angleterre - Janice Carol Whiteman - Colombie - Edna Margarita Rudd Lucena - Danemark - Gitte Fleinert - Espagne - Paquita Torres - États-Unis - Maria Remenyi - Norvège - Siri Gro Nilsson - Pays-Bas - Marge Domen - Pérou - Madeline Hartog Bel Houghton - Philippines - Maria Clarinda Garces Soriano |

## Prix spéciaux
| Prix                      | Candidates                                               |
| ------------------------- | -------------------------------------------------------- |
| Miss Congénialité         | - Curaçao - Elizabeth Sanchez - Espagne - Paquita Torres |
| Miss Photogénique         | - Suède - Margareta Arvidsson                            |
| Meilleur costume national | - Israël - Aviva Israeli                                 |

## Candidates
| - Argentine - Elba Beatriz Baso - Aruba - Sandra Fang - Autriche - Renate Polacek - Bahamas - Sandra Zoe Jarrett - Belgique - Mireille De Man - Bermudes - Marie Clarissa Trott - Bolivie - Maria Elena Borda - Brésil - Ana Cristina Ridzi - Canada - Marjorie Anne Schofield - Ceylan - Lorraine Roosmalecocq - Chili - Stella Dunnage Roberts - Colombie - Edna Margarita Rudd Lucena - Costa Rica - Maria Virginia Oreamuno - Cuba - Lesbia Murrieta - Curaçao - Elizabeth Sanchez - Danemark - Gitte Fleinert - Équateur - Martha Cecilia Andrade Alominia - Angleterre - Janice Carol Whiteman - Finlande - Satu Charlotta Ostring - France - Michele Boule - Allemagne - Marion Heinrich - Grèce - Katia Balafouta - Guam - Barbara Jean Perez - Guyana - Umblita Van Sluytman - Pays-Bas - Margo Isabelle Domen - Islande - Erla Traustadottir - Inde - Yasmin Daji - Irlande - Gladys Waller - Israël - Aviva Israeli | - Italie - Paola Bossalino - Jamaïque - Beverly Savory - Japon - Atsumi Ikeno - Korea - Yoon Gui-Young - Liban - Yolla Harb - Luxembourg - Gigi Antinori - Malaisie - Helen Lee - Maroc - Joelle Lesage - Nouvelle-Zélande - Heather Gettings - Norvège - Siri Gro Nilsen - États-Unis Okinawa - Yoneko Kiyan - Panama - Dionisia Broce - Paraguay - Mirtha Martinez Sarubbi - Pérou - Madeline Hartog-Bel Houghton - Philippines - Maria Clarinda Garces Soriano - Porto Rico - Carol Barajadas - Écosse - Linda Ann Lees - Singapour - Margaret Van Meel - Afrique du Sud - Lynn Carol De Jager - Espagne - Paquita Torres Perez - Suriname - Joyce Magda Leysner - Suède - Margareta Arvidsson - Suisse - Hedy Frick - Thaïlande - Jeeranun Savettanun - Trinité-et-Tobago - Kathleen Hares - Turquie - Nilgun Arslaner - États-Unis - Maria Judith Remenyi - Venezuela - Magally Beatriz Castro Egui - Pays de Galles - Christine Heller |

## Juges
| - Sigmar Bernadotte - Anthony Delano - Felipe Hilsman | - Dong Kingman - Suki Nemanhaman - Earl Wilson - Armi Kuusela |

## Note sur le classement des pays
- 2e victoire pour la Suède grâce au sacre de Margareta Arvidsson.
- Les États-Unis sont classés pour la 9e année consécutive.
- La Finlande est classée pour la 5e année consécutive et pour la 2e année consécutive 1re dauphine.
- Israël et la Suède sont classés pour la 3e année consécutive.
- La Colombie, le Danemark, les Pays-Bas, le Pérou, les Philippines et la Thaïlande sont classés pour la 2e année consécutive.
- La Thaïlande est classée dans le Top 3 pour la 2e année consécutive.
- Le retour de l'Angleterre et de la Norvège, depuis leur dernier classement à l'élection de Miss Univers 1964.
- Le retour de l'Allemagne, depuis son dernier classement à l'élection de Miss Univers 1963.
- Le retour de l'Espagne, depuis son dernier classement à l'élection de Miss Univers 1960.
- 1er classement pour l'Inde.